# Koncert na koniec zimy
Koncert na koniec zimy (alb. Koncert në fund të dimrit) – powieść albańskiego pisarza Ismaila Kadare. Książka powstała w 1981, ale pierwszy raz została wydana w roku 1988, nakładem wydawnictwa Naim Frashëri. 

## Fabuła
Akcja powieści nawiązuje do okresu bliskiej współpracy albańsko-chińskiej w latach 1961–1977. Archeolog Silva Dibra dowiaduje się o aresztowaniu brata, byłego oficera armii albańskiej. Wraz z przyjaciółmi próbuje dowiedzieć się co było przyczyną aresztowania. Uzyskane z pomocą przyjaciół informacje prowadzą go do jednej z hut na północy Albanii, kontrolowanej przez Chińczyków. Przyjaciel Silvy, pisarz Skënder Bermema decyduje się wyjechać do Chin, aby tam zdobyć niezbędne informacje. W Pekinie trafia w sam środek chińskiej rewolucji kulturalnej.
Wydanie książki nastąpiło po ukazaniu się wspomnień Envera Hodży, dotyczących współpracy albańsko-chińskiej. Powieść Kadare wyśmiewa przejawy maoizacji Albanii.

## Wybrane przekłady powieści
- 1989: Le Concert (franc. tłum. Jusuf Vrioni), wyd. Paryż
- 1991: Konzert am Ende des Winters (niem. tłum. Joachim Röhm), wyd. Salzburg
- 1991: Concerto no fim do inverno (portug. tłum. Bernardo Joffily), wyd. São Paulo
- 1992: The concert (ang. tłum. William Morrow), wyd. Nowy Jork
- 1992: El concierto (hiszp. tłum. Ramon Sanchez), wyd. Madryt
- 1996: كنسرت در پايان زمستان (pers. tłum. Mahīn Mīlānī) wyd. Teheran
- 2024: Concert la sfârşit de iarnă (rum. tłum. Marius Dobrescu) wyd. Bukareszt